# Zum Abschied vom Vater
Zum Abschied vom Vater. Die gefälschten Tagebücher des Robert Zivkovic ist der Debütroman des österreichischen Schriftstellers und Psychotherapeuten Robert Riedl. Die Erstausgabe wurde 1999 von der Steirischen Verlagsgesellschaft (später Teil des Leykam Buchverlages) als erster Band der Edition Literatur veröffentlicht.
Riedls Tagebuchroman stellt eine Beschäftigung mit einer problematischen Vaterbeziehung und den Jugoslawienkriegen dar.

## Entstehungsgeschichte
Riedl schrieb den 176-seitigen Roman im Alter von 25 Jahren auf einer vierwöchigen Motorrad-Reise von Graz nach Dubrovnik im Sommer 1997.

## Form und Erzählweise

### Überblick
Die sich nicht-linear-kohärent entwickelnde Geschichte um eine Sohn-Vater-Beziehung ist ein Geflecht von verschiedenen Wirklichkeiten, Wahrnehmungen, Träumen, Betrachtungsweisen und Infragestellungen dieser. Dabei werden die Grenzen zwischen Realität und Fiktionalität, zwischen Tatsachen und Träumen mehrfach überschritten. Schon der Untertitel „Die gefälschten Tagebücher des Robert Zivkovic“ steht im Kontrast zum Authentizitätsanspruch des Tagebuchs, da es sich nicht nur um Fiktives, sondern um Gefälschtes handelt. Näher betrachtet jedoch, ist gerade die Fälschung Garant für die enthaltene Kehrseite: Gefälscht werden kann nur ein zugrundeliegendes Wahres. Das Authentisch-Autobiografische ist jenes Widersprüchliche, aus dem ein Ich spricht, Bruchstücke seiner Existenz zusammenfügend. Die Stücke folgen folgender Partitur: „Ljubljana, am 28. Juli 1991“ ist der erste Tagebucheintrag, der letzte lautet „Krk, am 29. Juli 1991“. Zwischen diesen beiden Einträgen wird durch sämtliche Orts- und Datumsangaben gereist, diverse Vorauseinträge und Nachträge ziehen Verbindungslinien. Die verschachtelten Schlingsätze und Wiederholungen (bzw. Variationen durch minimale Veränderungen) des Sohn-Ichs erinnern an Thomas Bernhards Sprache. Die poetischen Betrachtungen des Vater-Ichs sind von Fernando Pessoas Sprache inspiriert, die der portugiesische Schriftsteller im Buch der Unruhe seinem Ich-Erzähler, den Hilfsbuchhalter Bernardo Soares, in den Mund legt.

### Anmerkung zur Buchveröffentlichung
Autor Riedl wollte das zwei-perspektivische Buch auch von zwei Seiten zugänglich und den Roman somit von der Vorder- oder Rückseite aufschlagbar und lesbar machen. So hätte der Leser mit den Tagebuch-Einträgen des Sohnes Robert Zivkovic oder aber mit den Tagebuch-Einträgen des Vaters Franz Zivkovic beginnen können: es hätte damit zwei Buchcover – vorne und hinten – gegeben, wodurch zwei unterschiedliche Lesarten möglich gewesen wären. Der Verlag entschied sich zum Missfallen Riedls für eine konventionelle Buchausgabe. So beginnt die Erstausgabe der zwei-perspektivischen Geschichte mit der Sohn-Seite, was die Lesart des Textes einschränkt.

## Handlung
Eine Reise ins Dubrovnik des Jahres 1991 führt zu einer zögernden, aber nachhaltigen Annäherung des Sohnes Robert Zivkovic an den Vater Franz Zivkovic, einen am Leben gescheiterten, arbeitslos gewordenen Alkoholiker, der von seiner Frau mit einem Musikanten betrogen wird. Das Weinen des Vaters am Tag der Abreise des jüngsten Sohnes ist Anlass, dem Vater endlich zwei Dinge zu sagen: die Sache mit dem Alkoholismus des Vaters und die Sache mit der Dankbarkeit des Sohnes. Der Autor lässt sein alter ego Robert Zivkovic im autobiografischen Kriegs- und Reisetagebuch ins Dubrovnik von 1991 reisen und in fünf Jahren zu einer sprachlichen Annäherung an den Vater kommen. Bis zum offiziellen Ende aller Kämpfe im vormaligen Jugoslawien im August 1995 dauert diese sprachliche Annäherung. Riedl bricht dieses Konzept, indem er auch einen unwirklichen Vater zu Wort kommen lässt, der die Möglichkeiten seines Lebens neu erfindet und sich einen Sohn erschreibt. So entsteht ein literarisches Vexierspiel.
Der Tagebucheintrag vom 5. August 1995, der Tag des offiziellen Endes aller Kämpfe im ehemaligen kroatischen Teil Jugoslawiens, bildet einen doppelsinnigen Hintergrund und ist mit der Angabe „Hier-Nirgendwo“ versehen. Dorthin scheint die Reise Zum Abschied vom Vater zu führen, ein mythischer Ort, der aber von allen Mythen entkleidet sein will, ein Ort des Heimkommens, der Befreiung, der Erkenntnis, des Schmerzes und des Traumes, Ort einer Unmittelbarkeit und Unbewusstheit.

## Lesungen, Reaktionen
Riedl inszenierte die Lesungen zu seinem Romandebüt als Audio-Visuell-Literarische Performance, an der folgende Künstler beteiligt waren: Klaus Schrefler (Visual Media), Walter Brantner alias Dr. Nachtstrom (Musik/Sound) und Dietmar Tschmelak (E-Gitarre).
- „Vieles war spürbar, rational nachvollziehbar wenig; konkret beschreibbar ist fast nichts … erhellend ebenso wie variierend … Der wirbelnde Tanz seiner Worte hat Biss.“ (Neue Zeit)
- „Meditativ, gebetsförmig … Keine leichte Kost, die Robert Riedl mit seinem Romandebüt serviert … eine für südoststeirische Verhältnisse gewagte Leseperformance, gemeinsam mit Medienkünstler Klaus Schrefler.“ (Raabtaler Bilderpost)

Leseorte waren Literaturhaus Wien, Kulturzentrum bei den Minoriten, ESC Graz, Stockwerk Graz, Stadtmuseum Feldbach, Theater Kürbis Wies und Gromki Metelkova Festival. Im Literaturhaus Wien wurde parallel zu Riedls Leseperformance die Ausstellung Fehlerlose Dunkelheiten eröffnet, die der Schriftsteller gemeinsam mit Medienkünstler Klaus Schrefler konzipiert hatte.

## Rezensionen, Vorabdruck
- Susanna Rupprecht: Robert Riedls „Zum Abschied vom Vater“, Literaturhaus Wien
- Christian Teissl: Über Robert Riedls Romandebüt. In: schreibkraft 4/2000, S. 72f.[15]
- Radio Österreich 1, „ex libris“ vom 18. Juni 2000 (Riedls Prosa „Zum Abschied vom Vater“ ist jedenfalls ein eindrucksvolles literarisches Debüt.)
- Zum Abschied vom Vater. Romanauszug (Vorabdruck). S 16–21. In: Lichtungen. Zeitschrift für Literatur, Kunst und Zeitkritik. 79/XX. Jg./ ́99.

## Zitate aus dem Roman
- „Man schreibt auf Glas.“
- „Der gutmütig silberkühle Mittagsmond im unendlichtürkisen Mittagshimmel, in der Tat, wie eine ausradierte Stelle direkt über meiner Boskoviceva 14, tut mir gerade sehr weh.“
- „Mancherorts bedeutet es eine spürbare Erleichterung im flüchtigen Überlegen, denke ich, wegen der Heimreise abgereist zu sein.“
- „Gewiss, ich bin nicht der, den ich hier beschreibe, dennoch, ich bin der, der jetzt beschreibt, in der Tat, dieser Mensch, den ich zur Sprache bringe.“
- „Man legt den Kopf in den Rachen eines aufgerissenen Fensters.“
- „Das professionelle Fallen gehört zur Berufung von Artisten.“
- „Man legt seine Vorstellungen zwischen die Sätze, die einem das Reale diktiert.“
- „Der ganze Tag, auf einmal, wie zwei leichenstille Kinosäle, die Liebe machen!“
- „Sich wehren, gewiss, mit Schmerz.“